# 色彩調和原理
色彩調和（color harmony），指兩種或兩種以上的色彩合理搭配，產生統一和諧的效果。

## 傳統色彩調和原理
以下四種原理互相間都有關聯，藉著將他們綜合運用可以得到良好的色彩調和的配色。

### 知覺性等比接空間中的規則性排列的配色
這是由感覺性等比間隔所構成的色彩體系(色立體)的色彩排列，依其規則性所選出的色彩所做出的配色。例如像是色相、彩度、明度的漸層配色。
漸層配色就像是踩著感覺性的階梯往上爬般，其色調有規律感及安定感。運用此方法的有奧斯華德的色彩調和論。

### 基於習慣性的感覺配色
平時常常會習慣性體驗到各種的色彩組合，很自然地融入在我們的生活中親切且無違和感的配色。此種配色會讓人感到心安愉悅。此外自然的山川也會讓人感到舒緩。這些的自然色彩以及自然風景的配色皆是習慣性的感覺配色。
對稱性總是給人們有種安心安定的感覺，具有使配色產生凝聚感或是整合配色的效果，但另一方面則會失去動感，強化古典的感覺。因此在運用時需考量在調和與動態之間的均衡性。與此類似的有被稱為repetition的反覆、重複的效果。

### 基於色彩類似性(同一性)、共通性的配色
例如像同系色彩配色，是一種安全(不會失敗)，具有安定感的配色，如西裝的配色。
此外，無色彩被認為與任何色相的色彩都具有共通性，是可以得到良好調和的配色，由曼賽爾色立體可知。
色相環的中心是無彩色，由無彩色的點越往周邊彩度越高，到周邊遍接近各色相的純色。像這樣無彩色不管由何種色相來看，在中心部分都是共通的。

### 基於明瞭性(明確性)的配色
古典的色彩調和論中已經提到的，明確醒目配色的對比性配色。特別是明度的對比在色彩調和的配色效果中具有支配性的地位。當遇到對比小，曖昧的色彩組合時，可以在色彩的交界處設置不同的色彩分隔區域(separation)，藉由間接性的對比效果來得到良好的調和。

## 其他色彩調和原理
色彩科學家查德（Judd. D.B.）提出與上述原理相關的四個基本原理，分別稱為秩序的原理（principle of orger）、熟悉的原理（principle of familiarity）、類似的原理（principle of similarity）、明確的原理（principle of unambiguousness）。

## 其他參考來源
1. 原著：山中俊夫 譯者：黃書倩. . 台灣: 六合出版社. 中華民國九十二年七月. ISBN 957-0384-36-0 （中文）.